# تنها در تاریکی (فیلم ۱۹۸۲)
«تنها در تاریکی» (انگلیسی: Alone in the Dark) یک فیلم سینمایی آمریکایی به نویسندگی و کارگردانی جک شولدر در ژانر ترسناک، اسلشر، و مهیج است که در سال ۱۹۸۲ میلادی منتشر شد.

## بازیگران
- جک پالانس
- دونالد پلیسنس
- مارتین لاندو
- دوایت شولتز
- ارلند فن لید دی یوده
- لین شی